# Ommatius stramineus
Ommatius stramineus là một loài ruồi trong họ Asilidae. Ommatius stramineus được Scarbrough miêu tả năm 1984. Loài này phân bố ở vùng Tân nhiệt đới.